# Luís Filipe Madeira Caeiro Figo
Luís Filipe Madeira Caeiro Figo (Lisboa, 4 de novembre del 1972), conegut mundialment com a Figo, és un exfutbolista internacional portuguès considerat un dels millors de la seva generació i de la història del seu país.

## Biografia
Luís Figo va començar la seva carrera esportiva al Barrocas B, un modest club del barri de treballadors on va néixer. Als nou anys va ingressar als infantils dels Os Pastilhas, un equip del barri que deu el seu nom al patrocinador, una marca de pastilles digestives, el 1985, va firmar pel Sporting de Lisboa, i després de deu anys vinculat a aquest club, el fitxà el FC Barcelona, on es convertí en una peça clau de l'equip.
El fitxatge de Figo pel FC Barcelona es va produir després d'una llarga lluita pel seu fitxatge entre els dos grans clubs del futbol espanyol i diversos equips italians de gran nivell. Amb el Barça va guanyar dues Lligues, dues Copes del Rei, una Supercopa d'Espanya, una Recopa d'Europa i una Supercopa d'Europa, arribant a ser el capità de l'equip.

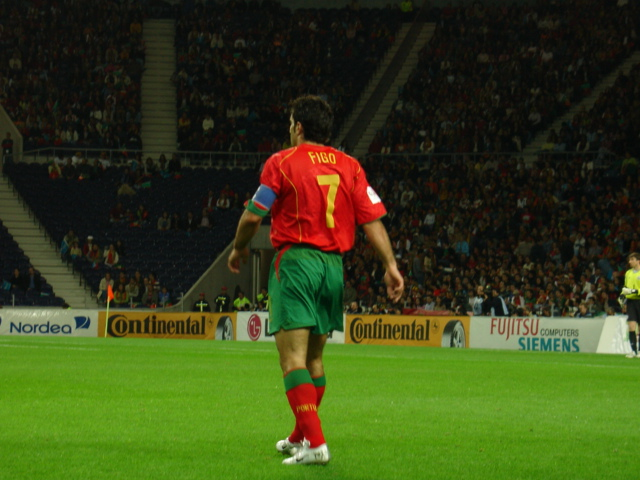
Figo amb la selecció portuguesa.

L'any 2000, Figo deixa el FC Barcelona i recala en el Reial Madrid, després d'haver firmat un precontracte amb Florentino Pérez, en aquell moment candidat a la presidència del Reial Madrid, pel qual en cas de finalment ser elegit president fitxaria a Figo. El traspàs fou molt polèmic, ja que el jugador va jurar durant tot l'estiu que no fitxaria pel Reial Madrid. Els seguidors del Barça es van sentir molt ferits i Figo va passar a ser un dels jugadors més odiats a Can Barça. Des de llavors, per a Figo, trepitjar la gespa del Camp Nou es va convertir en un autèntic infern, ja que l'afició culer l'ha considerat un traïdor des del seu fitxatge per l'etern rival. Figo va arribar a fingir lesions i provocar sancions per acumulació de targetes per evitar jugar al Camp Nou i les seves visites a Barcelona les ha hagut de realitzar de manera fugaç i discreta des de llavors.
Amb el Reial Madrid, va guanyar la Lliga i la Supercopa d'Espanya en dos ocasions, la Lliga de Campions de la UEFA, la Copa Intercontinental i va tornar a guanyar la Supercopa d'Europa.
Figo va perdent protagonisme al Reial Madrid, i amb l'arribada del tècnic Vanderlei Luxemburgo a la Casa Blanca, el portuguès acaba a la banqueta. Després de cinc temporades com a jugador blanc, Figo és traspassat a l'Inter de Milà a l'estiu del 2005.
El 16 de maig de 2009, després de guanyar la seva quarta lliga italiana consecutiva, va anunciar la seva retirada del futbol de màxim nivell, encara que no descartava jugar fora d'Europa.